# 2XMM J160050.7−514245

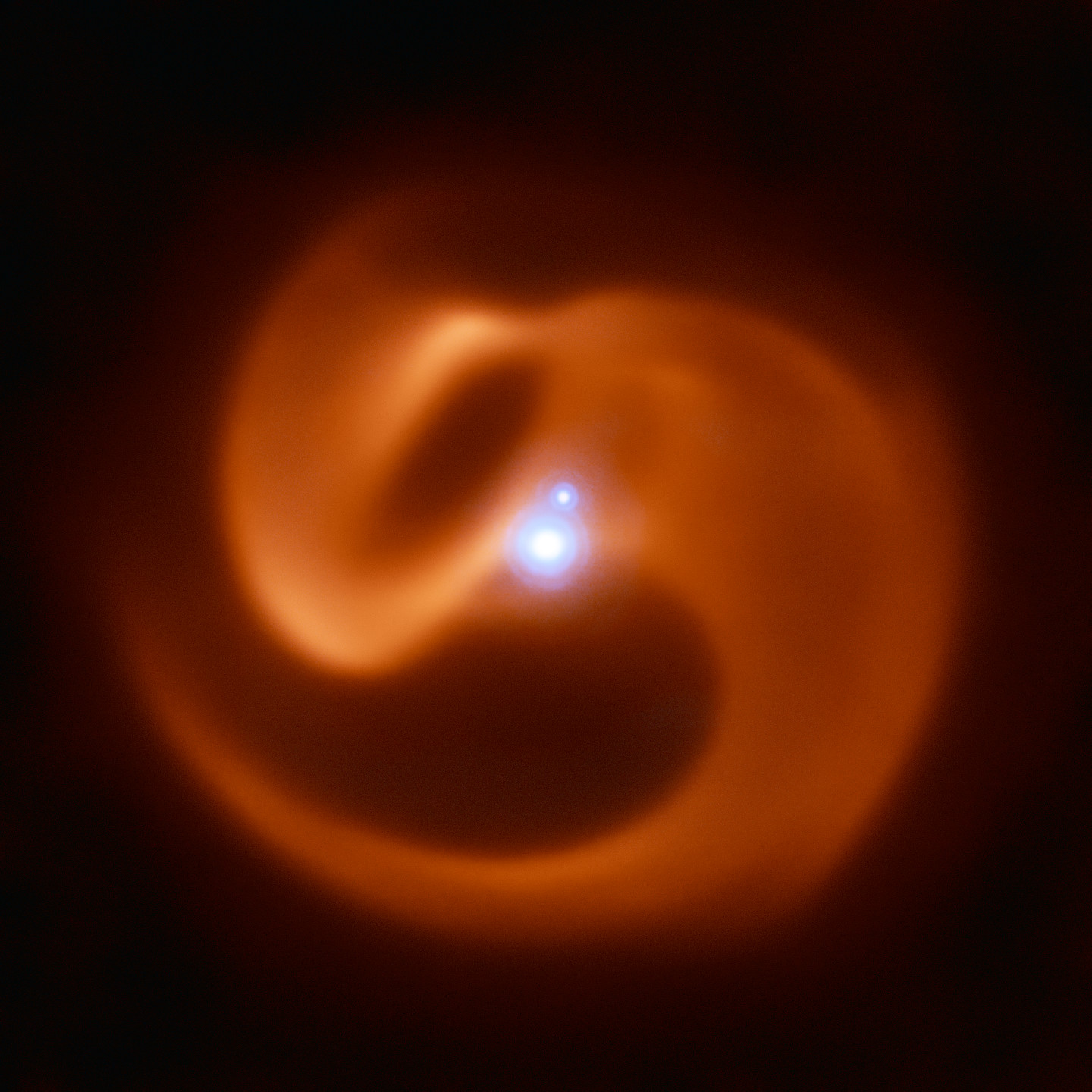
Photographie d'2XMM J160050.7−514245 par le spectro-imageur VISIR.

Pour les articles homonymes, voir Apep.
Ne doit pas être confondu avec l'astéroïde (99942) Apophis.
2XMM J160050.7−514245, nommé officieusement Apep par ses découvreurs, est un système stellaire triple de type Wolf-Rayet et probablement une source de sursauts gamma de longue durée.